# Хронологија инвазије Русије на Украјину (октобар 2023)
Овај чланак обухвата дешавања која су се догодила у октобру 2023. године, за време инвазије Русије на Украјину.

## Хронологија

### 1. октобар
Градоначелник Горловке, Иван Приходко, саопштио је да су делови цеви водоканала "Северски Донјец-Донбас" и филтер-станца оштећени у нападу украјинских снага.Овакав напад може имати озбиљне последице по снабдевање водом у тој области.
Изнад града Џанкој на Криму, Противваздушна одбрана (ПВО) је оборила две украјинске ракете "Гром", преноси Министарство одбране Русије. Лидер Крима, Сергеј Аксјонов, изјавио је да су остаци ракете оштетили једно складиште, а да жртава и повређених нема.

### 2. октобар
Немачки извоз војне опреме у Украјину значајно се увећао у периоду од јануара до септембра, саопштило је немачко Министарство економије. У том периоду ове године, Немачка је извезла војну опрему у укупној вредности од 8,76 милијарди евра, од чега вредност извоза у Украјину износи 3,3 милијарде евра. То представља значајан раст у односу на исти период претходне године, када је извезена војна опрема за 775 милиона евра у Украјину.
Бугарска царинска служба је данас увела забрану уласка руских аутомобила на територију Бугарске. Препорука се односи и на транзитне путнике који пролазе кроз територију земље, а ова мера објављена је на званичном сајту царине.

### 3. октобар
Министар одбране Руске Федерације, Сергеј Шојгу, изјавио је да руска војска не планира да додатно мобилизује људе за борбу у Украјини, јер војска има довољно војника. Он је такође нагласио да је од почетка године више од 335.000 људи ступило у војну службу по уговору и у добровољачким формацијама. Само у септембру, према његовим речима, уговоре је потписало више од 50.000 грађана.
Губернатор руске области Брјанск известио је да је Украјина у уторак испалила касетну муницију на руско село у близини украјинске границе, при чему је оштећено неколико кућа. Прелиминарне информације наговештавају да у овом гранатирању села Климово није било жртава.
Министарство одбране Белорусије најавило је да ће војне трупе у најкраћем могућем року бити деплоиране на назначена подручја, након чега ће се извршавати нормативни стандарди борбене обуке. Ови маневри ће се одржавати у регионима Минска и Витебска, укључујући војну опрему и авијацију.

### 4. октобар
Руско министарство одбране обавестило је да су руске снаге обориле 31 украјински дрон изнад Белгородске, Брјанске и Курске области, које се граниче са Украјином.
Сједињене Америчке Државе испоручују хиљаде комада заплењеног иранског оружја и муниције Украјини. Овај потез може да помогне у ублажавању несташица са којима се украјинска војска тренутно суочава. Према информацијама из Централне команде Оружаних снага САД, већ је пребачено више од милион комада заплењене иранске муниције украјинским снагама.

### 5. октобар
Шпанија је понудила Украјини нове системе противваздушне одбране и против беспилотних летелица како би заштитила своју енергетску и лучку инфраструктуру.Осим обезбеђивања ових система, шпанска војска такође ће обучити украјинске војнике како да користе ову опрему и обезбедити додатну опрему за деминирање.
У ракетирању села Гроза код Купјанска у Харковској области страдало је 51 особа, преноси Укринформ на основу саопштења власти у Кијеву. Из тужилаштва у Харковској области су обавестили да се напад догодио око 13:25 и да је погођен угоститељски објекат у селу Гроза, при чему је у близини било доста цивила. Међу страдалима је и једно дете, а седам особа је повређено.

### 6. октобар
Северна Кореја је почела да пребацује артиљерију Русији, што јача снаге председника Владимира Путина у сукобу у Украјини.
Руске беспилотне летелице напале су јутрос на лучку инфраструктуру у украјинској области Одеса, оштетивши силос за жито у округу Измаил. Ово је резултирало и пожаром у којем се запалило девет камиона на тој локацији. Губернатор Одеске области, Олег Кипер, изјавио је да је пожар успешно угашен и да у овом нападу није било жртава.

### 7. октобар
Руске снаге напале су Одеску област суперсоничним противбродским ракетама типа "оникс", које су испалили из ракетног система "бастион", који је стациониран на Криму. У овом нападу, погођена је зграда пансиона у рекреативној зони и лучко складиште жита, при чему је четворо особа повређено. Фрагменти ракете и експлозивни талас изазвали су пожар у гаражи, оштећено је и неколико стамбених зграда.
Администрација председника САД Џозефа Бајдена треба да објави нови пакет помоћи у наоружању за Украјну следеће недеље, користећи средства која су откривена због грешке у прорачуну од више милијарди долара, саопштили су амерички званичници. Ова средства омогућавају администрацији да пошаље оружје, залихе и муницију Украјини.

### 8. октобар
Десетине људи су рањене у руском нападу на регион Херсон, по речима начелника те области, Олександра Прокудина. У овом нападу, оштећено је више кућа и гасовод. Руске снаге су извеле 59 напада на Херсон у протекла 24 сата, укључујући 19 случајева гранатирања града Херсона, саопштила је администрација региона.

### 9. октобар
Русија тврди да је одбила пет напада украјинских оружаних снага у близини Лимана и Торска.
Украјински Суспилне извештава, позивајући се на оружане снаге, да су Украјинци одбили руски напад у Новопрокопивки у регији Запорожја, и да су имали деломичан успех у оближњем Вербовеу и рејонима Клишчијевка и Андрејевка у правцу Бахмута.

### 10. октобар
Председник Украјине Володимир Зеленски изјавио је да ће у Румунији бити основан центар за обуку украјинских пилота на вишенаменским ловцима Ф-16.
Украјинско ваздухопловство саопштило је да је током ноћи било 36 напада дроновима, а да је противваздухопловна одбрана уништила 27 летелица. Ови напади десили су се изнад Одеске, Николајевске и Херсонске области.

### 11. октобар
Белгија ће до 2025. године испоручити Украјини неколико авиона Ф-16, најавила је министарка одбране те земље, Лудовин Дедондер. Министарка је такође истакла да ће Брисел наставити да обучава украјинске пилоте.
Амерички министар одбране, Лојд Остин, објавио је у Бриселу да ће САД послати нови пакет војне помоћи Украјини вредан 200 милиона долара. У пакету се налази муниција за нови ПВО систем који ће ускоро бити испоручен Украјини, као и муниција за артиљерију, ракете, противтенковско оружје и опрема за одбрану од руских дронова.
Украјина је добила бесповратна средства од САД у укупном износу од 1,15 милијарди долара у оквиру програма ''Мир у Украјини'', саопштено је из тамошњег Министарства финансија. Пројекат ''Мир у Украјини'' представља важан финансијски инструмент подршке САД Украјини у рату против Русије и у обнови земље.

### 12. октобар
Чешка и Данска ће заједно испоручивати тешку војну опрему Украјини у наредним месецима, саопштило је чешко Министарство одбране. Наведено је да ће снабдевање бити из чешких одбрамбених компанија, а финансираће се из данског буџета. Прва пошиљка ће укључивати скоро 50 борбених пешадијских возила и борбених тенкова, 2.500 ручних бацача, 7.000 пушака, 500 лаких митраљеза, 500 снајперских пушака и опрему за електронско ратовање и обавештајну службу.
Током ноћи, руске снаге погодиле су складиште жита у јужном украјинском региону Одеса, саопштила је украјинска војска. На жалост, дошло је до оштећења лучке инфраструктуре, а објекат за складиштење житарица је погођен, изјавила је портпаролка јужне војне команде Наталија Хумењук на онлајн брифингу. Ватрогасци су брзо реаговали на избијене пожаре, али зграде магацина и приватне куће су понешто оштећене.

### 13. октобар
У руском нападу на град Покровск у Доњецкој области на истоку Украјине, једна особа је погинула, а 13 је повређено, саопштиле су Доњецка обласна администрација и хитне службе. Нападом су погођене две управне зграде, а испод рушевина су спасене три особе.

### 14. октобар
Руске противваздушне јединице обориле су 12 украјинских дронова изнад Курске области на југу Русије, без забележених жртaвa на земљи, потврдио је губернатор овог региона, Роман Старовоит.

### 15. октобар
Изнад Курске и Белгородске области током ноћи, дежурни ПВО системи оборили су 27 украјинских беспилотних летелица, од којих је 18 срушено изнад Курске, а два у ваздуху изнад Белгородске области, саопштило је Министарство одбране Русије.

### 16. октобар
Руске снаге извеле су ноћас масован напад дроновима и ракетама на Украјину, преноси украјинска агенција УНИАН.Команда Ваздухопловства Оружаних снага Украјине упозорила је на могућност напада у Черниговској, Сумској, Полтавској, Хмељничкој, Виничкој и Житомирској области.

### 17. октобар
Украјинска војска је саопштила да су њене снаге током ноћи успешно извршиле ударе на руске аеродроме и опрему у близини Луганска и Бердјанска.

### 18. октобар
Министарство одбране Русије саопштило је да је током ноћи пресретнуто 28 украјинских беспилотних летелица над територијом неколико руских региона, при чему су дронови оборени изнад територије Белгородске и Курске области, као и изнад Црног мора.

### 19. октобар
Два руска борбeнa авиона Су-27 спречила су три британска војна авиона да уђу у ваздушни простор Русије изнад Црног мора, саопштило је руско Министарство одбране.
Руске борбене снаге откриле су три ваздушне мете, укључујући амерички авион за електронско ратовање РЦ-135 и два британска авиона "тајфун". Британски авиони направили су полукружно окретање након што су им пришли руски ловци и удаљили се од ваздушног простора Русије.

### 20. октобар
Прошле ноћи, експлозије су регистроване у градовима Николајев, Криви Рог и Дњепропетровска, преносе украјински медији. У Павлограду, Дњепропетровска област Украјине, пријављено је оштећење инфраструктурног објекта, а о томе је известио шеф регионалне администрације, Сергеј Лисак.

### 21. октобар
Преко трећине територије Украјине обухваћено је минама и експлозивним објектима у контексту рата са Русијом, објавио је Генерални штаб оружаних снага те земље.Током протекле недеље, стручњачки прегледано и очишћено више од 260 хектара пољопривредног земљишта и других територија од експлозивних објеката, укључујући и неутрализацију 3.530 експлозивних направа. Од почетка рата, деминери су очистили више од 11.285 хектара пољопривредног земљишта од експлозивних направа, наглашава украјински генерални штаб.

### 22. октобар
На дужини линије фронта у протекла 24 сата било је преко 80 борбених окршаја, док је ваздухопловство Украјине извршило 12 напада на непријатељске положаје, преноси Укринформ. Генерални штаб Оружаних снага Украјине је у јутарњем ажурирању на Фејсбуку изјавио да је непријатељ извео 6 ракетних напада и 53 ваздушна удара, као и 54 напада вишецевним ракетним системима на положаје украјинских трупа.

### 23. октобар
У недељу, преко 11.000 избеглица стигло је у Мађарску из Украјине, како је саопштила мађарска полиција. Јуче је регистровано 6.100 Украјинаца који су ушли у Мађарску на украјинско-мађарској граници, док се 4.949 особа на румунско-мађарској граници изјаснило да стиже из Украјине. Од укупног броја, само 88 лица је затражило привремену дозволу за боравак у Мађарској, важећу 30 дана.

### 24. октобар
Три беспилотна чамца Ратне морнарице Украјине откривена су у северном делу Црног мора, на која је отворена ватра из ракетних система. У току је рад на уклањању мина, саопштила је Црноморска флота.
Русија је известила да је подигла борбене авионе како би пресрела два америчка бомбардера и дрон који су се приближили руској граници на северу и југу. Руско министарство одбране је саопштило да су два америчка бомбардера Б-1Б пришла граници Русије на Балтичком мору, док је дрон "глобал хок" пришао граници на Црном мору. У оба случаја, руски Су-37 је пресрео летелице, након чега су америчке летелице напустиле област код руске границе.

### 25. октобар
У последња 24 сата, украјинске снаге су испалиле 180 пројектила на територију Белгородске области, са највећим фокусом на село Красни Хутор. Поред тога, на исто село су била испаљена десет хитца из снајперске пушке, изјавио је губернатор области .

### 26. октобар
Данас су Сједињене Америчке Државе одобриле нови пакет војне помоћи Украјини у вредности од 150 милиона долара. Ова помоћ укључује противваздушно, противтенковско и артиљеријско оружје, како је саопштио Стејт департмент. Истовремено, Стејт департмент наглашава да је Русија започела рат и да би тај рат могла окончати у било којем тренутку повлачењем својих снага. Међутим, док до тога не дође, САД и њени коалициони партнери наставиће са пружањем помоћи Кијеву.
САД су до сада упутиле највећу војну и финансијску помоћ Украјини, у вредности готово 44 милијарде долара, након што је Русија извршила инвазију крајем фебруара 2022. године

### 27. октобар
Руски званичник Владимир Рогов тврди да је Русија уништила "најмање четири" тенка "леопард" које је Запад испоручио Украјини у региону Запорожја у последња 24 сата.
Министарство одбране Русије на данашњем брифингу саопштило је да су руски ловци и ПВО системи од 1. октобра уништили 31 авион и три хеликоптера украјинске војске.

### 28. октобар
Најновије саопштење са брифинга руског Министарства одбране, одржаног данас:
1. На доњецком правцу, украјинске снаге су изгубиле 160 војника.
2. На краснолиманском правцу, снаге Кијева су у последња 24 сата изгубиле 100 војника и тенк.
3. На јужнодоњецком правцу, изгубљено је 120 војника.
4. На запорошком правцу, украјинске снаге су изгубиле 80 војника и тенк „леопард“.

Укупан број изгубљених војника у последња 24 сата је 460, ако се саберу наведени бројеви за горе наведених 4 правца.

### 29. октобар
Украјинске снаге одбиле су у протекла 24 сата више од 20 руских напада у правцу Марјинке, у Доњецкој области, саопштио је Генералштаб Оружаних снага Украјине.

### 30. октобар
Свих осам ракета "Сторм Шедоу", које су украјинске трупе испалиле данас на Крим, оборила је руска противваздушна одбрана (ПВО), саопштило је руско Министарство одбране.
Градоначелник Севастопоља Михаил Развожајев објавио је раније данас да су активиране сирене за ваздушни напад и да је активирана противваздушна одбрана.
Због напада, привремено је био блокиран саобраћај на Кримском мосту који је сада обновљен.

### 31. октобар
Амерички државни секретар Ентони Блинкен изјавио је да је председник Џозеф Бајден затражио додатну финансијску помоћ у износу од 61,4 милијарде долара за Украјину и 14,3 милијарде долара за Израел. Та помоћ је предвиђена како би обе земље наставиле да се боре против Русије и палестинске милитантне групе Хамас.